# Vlag van Laredo (Texas)

Vlag van Laredo

De vlag van Laredo (Texas) is gebaseerd op de vlag van de Republiek van de Rio Grande, die 283 dagen werd gebruikt van 17 januari tot 6 november 1840.
De vlag heeft een rode hijs met drie witte sterren die gelijkmatig langs de hijs lopen. De vlucht in tweeën verdeeld: een witte (boven) en een zwarte band. De vlag van de stad is ook opgenomen in het stadswapen, samen met de zes vlaggen over de rest van Texas.
De vlag van de Republiek van de Rio Grande was in 1840 gedurende 283 dagen in gebruik; net zo lang als dat de Republiek van de Rio Grande zelf heeft bestaan. Dit land bestond uit de Mexicaanse staten Coahuila, Nuevo León en Tamaulipas. De vlag werd niet meer gebruikt na de nederlaag van de Republiek van de Rio Grande door Mexicaanse troepen.
De vlag was zo ontworpen dat hij leek op de vlag van Texas. De drie sterren staan voor de drie staten die zich afscheidden: Coahuila, Nuevo León en Tamaulipas.

De historische vlag van de Republiek van de Rio Grande, waarop de vlag van Laredo in de staat Texas is gebaseerd.